# 베수비오 국립공원

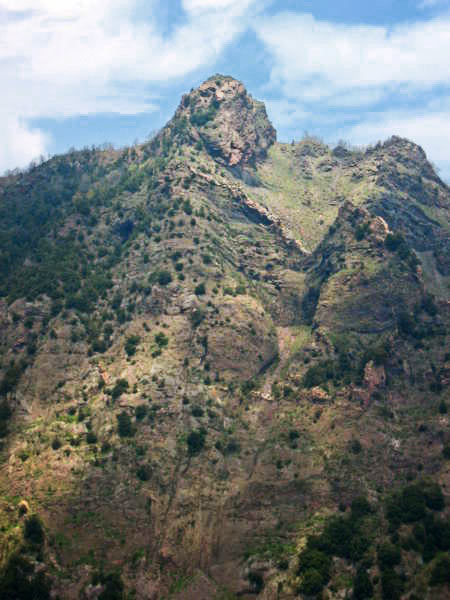
베수비오 국립공원

베수비오 국립공원(Vesuvius National Park)은 이탈리아 나폴리의 동쪽에 베수비오산을 중심으로 한 국립공원이다. 베수비오 국립공원 1995년에 생겼으며 나폴리 광역시 전체에서 넓이가 135 평방 킬로미터에 이르른다. 공원에는 지금까지도 활동하는 베수비오 산의 분화구인 몬테 소마가 있다. 베수비오 국립공원에는 612종의 식물들과 227종의 야생동물들이 살고 있다.

## 같이 보기
- 폼페이
- 헤르쿨라네움
- 보스코레알레
- 보스코트레카세
- 에르콜라노
- 마사디솜마
- 오타비아노
- 폴레나트로키아
- 산주세페베수비아노
- 산세바스티아노알베수비오
- 산타나스타시아
- 솜마베수비아나
- 테르치뇨
- 토레안눈치아타
- 토레델그레코
- 트레카세